# Ceux de 14
Ceux de 14 est un recueil de récits de guerre de Maurice Genevoix, rassemblés sous un même titre en 1949. De son expérience du front (août 1914 – avril 1915), il avait publié cinq ouvrages formant un témoignage authentique et précis de ce qu’il avait vécu et observé : Sous Verdun, en avril 1916, Nuits de guerre, en décembre 1916, Au seuil des guitounes, en septembre 1918, La Boue, en février 1921, et Les Éparges, en septembre 1921. Cette œuvre à la fois historique et littéraire figure au premier rang des témoignages publiés sur la Première Guerre mondiale.

## Place dans l’œuvre de Genevoix
Genèse de l'œuvre
Maurice Genevoix s’était destiné à une carrière universitaire à la sortie de l’École Normale Supérieure de la rue d'Ulm. À la déclaration de la guerre, il rejoignit le 106e régiment d’infanterie en tant que sous-lieutenant. Entre septembre 1914 et avril 1915, son régiment participa aux attaques de la « tranchée de Calonne » et de la « butte des Éparges » dans la région de Verdun. Le 25 avril 1915, il fut blessé de trois balles, deux au bras et une à la poitrine. Après sept mois de soins, il rentre à Paris, rue d’Ulm, où il accepte, sous les encouragements du secrétaire général de l’École avec qui il a longuement correspondu, de transcrire son témoignage.
Il précisera à la fin de sa vie l’état d’esprit qui l’a conduit à répondre à la demande qui lui était adressée : « J’ai essayé. Dans ma chambre sous le toit, à Paris, dans ma chambre sur les Petits-Sentiers, à Châteauneuf, j’ai rédigé mes trois premiers livres de guerre. Ai-je eu à « m’interdire », comme l’ont écrit certains commentateurs, « toute affabulation, toute recherche de l’effet » ? Même pas. J’allais, de jour en jour, de page en page, dans une entière soumission à la réalité vécue, avec la volonté constante d’être véridique et fidèle. »
Réédition de la version définitive
En 1949, Genevoix décida de rassembler ces livres en un seul gros volume qu’il intitula alors Ceux de 14. Il modifia le découpage de ses récits et apporta quelques modifications au texte original de ses cinq récits, supprimant des passages ou des phrases, comme il le fera en 1952 avec Raboliot, éliminant alors les préciosités de style. L’édition définitive de Ceux de 14 réunit de ce fait quatre volumes légèrement modifiés par rapport à l’état original.

## Analyse du recueil
L’intrigue
C'est le désir de témoigner qui décide Maurice Genevoix à écrire. Son récit extrêmement détaillé, où chaque homme porte un nom et chaque fait est minutieusement décrit, a parfois été interprété comme une thérapie par l'écriture. Il est de fait servi par une mémoire sensorielle dans laquelle il sait puiser sans dénaturer la vérité. 
La censure s'est attardée sur les deux premiers récits qui, la guerre n'étant pas encore achevée, montraient trop la réalité des combats et, plus encore, relatait parfois des paniques. Les coupes furent de ce fait nombreuses (plus de neuf des 269 pages lors de la première édition). Ces écrits sont considérés comme l'une des plus grandes œuvres de guerre,,.
Analyse littéraire
André Gide dit à Genevoix que la « littérature de guerre » ne relève pas à ses yeux de la création littéraire. Or, Ceux de 14 inaugure l’association de la vérité documentaire et d’une technique littéraire qui autorise l’expression d’un point de vue scrupuleusement objectif. Les 300 ouvrages analysés par Jean Norton Cru, comme notamment Roland Dorgelès (Les Croix de bois) et Henri Barbusse (Le Feu), pèchent parfois par excès de lyrisme, ou pour privilégier plutôt les sensations personnelles que les expressions collectives. Jean Norton Cru contribuera à porter Genevoix au pinacle des écrivains de guerre, d’où naîtront notamment les « classes Genevoix », mises en œuvre en 1998 et 1999. Il s'agissait pour les élèves d’appréhender la Grande Guerre à travers Ceux de 14, non seulement en confrontant les points de vue historique et littéraire lors d’une étude en classe, mais encore en se rendant sur la crête des Éparges. Ceux de 14 est souvent mis en vis-à-vis de Orages d'acier, le journal de guerre d’Ernst Jünger publié en Allemagne en 1921.

## Adaptation
L'œuvre a été adaptée en série télévisée sous le titre Ceux de 14 en 2014, réalisée par Olivier Schatzky avec Théo Frilet dans le rôle de Maurice Genevoix.